# Henry Dilworth Gilpin
Henry Dilworth Gilpin (Lancaster, 14 aprile 1801 – Filadelfia, 29 gennaio 1860) è stato un politico statunitense.

## Biografia
Fu il 15º procuratore generale degli Stati Uniti durante la presidenza di Martin Van Buren (8º presidente).
Nato in Inghilterra, figlio di Joshua Gilpin e Mary Dilworth quando la sua famiglia viaggiò negli USA iniziò a frequentare l'università di Princeton. Studiò con Joseph Reed Ingersoll, fu anche presidente della Pennsylvania Academy of the Fine Arts. Come procuratore generale collaborò al caso Amistad.